# 張華標
張華標（1956年—），香港人，於1976年中學畢業後加入麗的電視出任廣告撰稿員，再轉職為編劇，是香港著名编剧梁立人之徒弟。他於1982年轉投無綫電視，擔任助理創作主任。1990年，他唯一一部監製過的劇集為《人在邊緣》。
2007年，張華標編審的劇集《溏心風暴》，在香港取得高收視而為人所熟悉。續集《溏心風暴之家好月圓》更是第一次打平韓劇《大長今》最高50點收視的香港電視劇。翌年劇集《巾幗梟雄》再創收視高峰，使其能力再次受到觀眾肯定。
張華標在效力於無線電視的20多年間，編審過不少著名的劇集，並與劇集監製李添勝和劉家豪合作無數，令張華標在無線奠定「金牌編劇」地位。他與薛家華憑共同編審之作品《溏心風暴》獲得2007年明報週刊的演藝動力大獎最突出電視幕後精英獎項，於2009年憑《巾幗梟雄》與共同編審的陳靜儀在演藝動力大獎中再度獲得同一獎項。2010年再以《巾幗梟雄之義海豪情》三度獲得同一奬項。
張華標於2010年4月離開無綫電視，於2012年把工作重心轉移至中國大陸。但於2023年回巢創作《巾幗梟雄之懸崖》。

## 編劇列表

### 電視劇（麗的電視）
- 1978年：《危險人物》
- 1978年：《郎心如鐵》
- 1978年：《浣花洗劍錄》
- 1979年：《情人箭》
- 1979年：《天蠶變》
- 1979年：《天龍訣》
- 1980年：《浮生六劫》
- 1980年：《湖海爭霸錄》
- 1980年：《大内群英》
- 1980年：《大内群英續集》
- 1980年：《四口之家》

## 編審列表

### 電視劇（麗的電視）
- 1981年：《天使危機》
- 1981年：《大俠霍元甲》
- 1981年：《馬永貞》

### 電視劇（無綫電視）
- 1982年：《蘇乞兒》
- 1983年：《賴布衣》
- 1983年：《射鵰英雄傳之鐵血丹心》
- 1983年：《射鵰英雄傳之東邪西毒》
- 1983年：《射鵰英雄傳之華山論劍》
- 1983年：《賴布衣妙算玄機》
- 1983年：《無冕天使》
- 1984年：《香港八四至香港八五》
- 1984年：《五虎將》
- 1984年：《魔域桃源》
- 1985年：《好女當差》
- 1985年：《六指琴魔》
- 1986年：《聖劍天嬌》
- 1986年：《遁甲奇兵》
- 1986年：《小島風雲》
- 1987年：《獵鯊行動》
- 1987年：《杜心五》
- 1987年：《天狼劫》
- 1988年：《當代男兒》
- 1989年：《蓋世豪俠》
- 1989年：《龍廷爭霸》
- 1990年：《人在邊緣》（兼監製）
- 1991年：《大家族》
- 1992年：《巨人》
- 1993年：《龍兄鼠弟》
- 1994年：《俠義見青天》（1997年於無綫電視翡翠台首播）
- 1995年：《萬里長情》
- 1996年：《西遊記》
- 1997年：《大鬧廣昌隆》
- 1998年：《西遊記 (貳)》
- 1999年：《布袋和尚》
- 1999年：《全院滿座》
- 2001年：《封神榜》
- 2001年：《七姊妹》
- 2002年：《七號差館》
- 2003年：《帝女花》
- 2003年：《西關大少》
- 2004年：《楚漢驕雄》
- 2005年：《開心賓館》
- 2006年：《鐵血保鏢》
- 2006年：《千謊百計》（2008年於無綫劇集台播映）
- 2007年：《溏心風暴》
- 2008年：《秀才愛上兵》
- 2008年：《溏心風暴之家好月圓》
- 2009年：《巾幗梟雄》
- 2010年：《鐵馬尋橋》
- 2010年：《巾幗梟雄之義海豪情》
- 2024年：《巾幗梟雄之懸崖》

### 電視劇（壹電視）
- 2011年：《真的漢子》

### 電視劇（中國大陸）
- 2014年：《大当家》
- 2019年：《鳳弈》

### 電視電影（無綫電視）
- 1989年：《難民營風暴》
- 1989年：《霓虹姊妹花》
- 1989年：《特警90II之亡命天涯》
- 1990年：《踏盡江湖路》
- 1990年：《暴風姊妹情》
- 1990年：《特警90III之明日天涯》
- 1991年：《血染黎明》
- 1991年：《危情共舞》
- 1991年：《律政皇庭》
- 1992年：《共闖天涯》

## 電影編劇列表
- 1983年：《風生水起》
- 1987年：《海市蜃樓》
- 1991年：《衛斯理之霸王卸甲》
- 1991年：《烈火情仇》
- 1992年：《嘩鬼旅行團》

## 外部連結
- 張華標在香港影庫上的簡介
- 張華標在互联网电影资料库（IMDb）上的資料（英文）
- 張華標在豆瓣上的资料（简体中文）